# Butirilcolinesterază

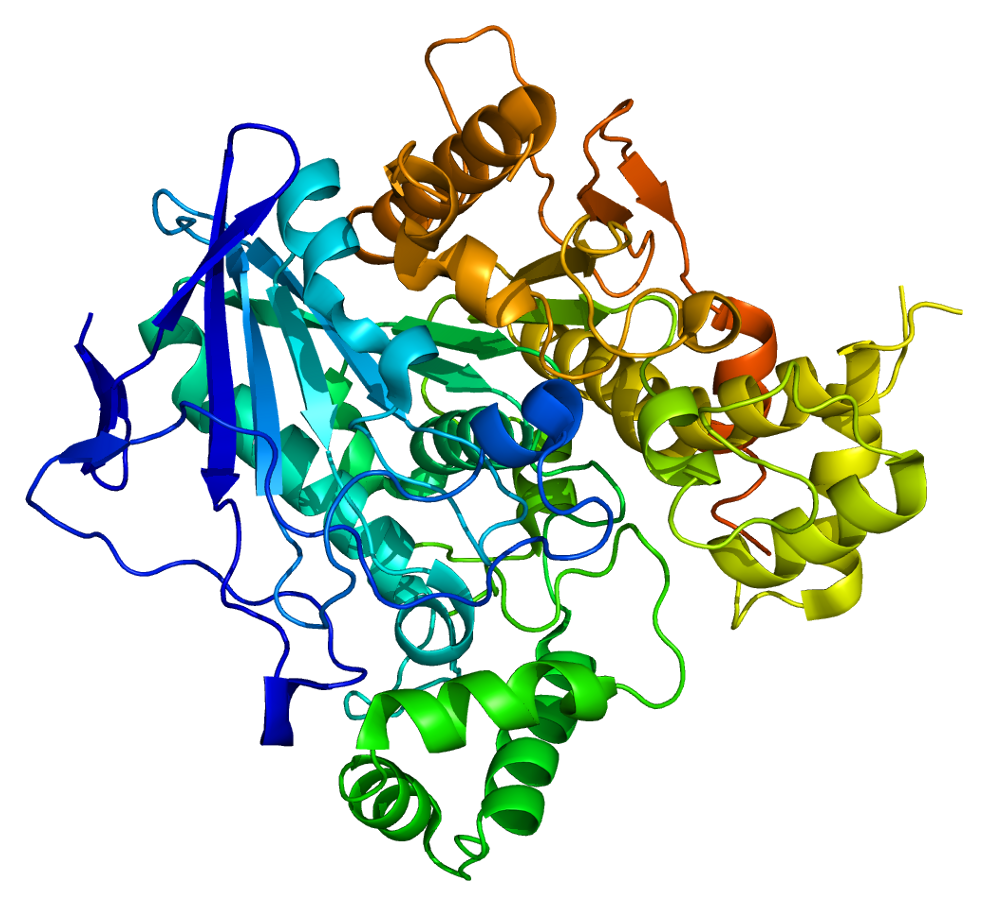
Structura pseudocolinesterazei

Butirilcolinesteraza sau pseudocolinesteraza (BuChE, EC 3.1.1.8) este un tip de colinesterază nespecifică regăsită în organism. Este o enzimă ce catalizează hidroliza a multor esteri de colină. La om, este biosintetizată în ficat și se regăsește majoritar în plasmă, fiind codificată de gena BCHE.